# كأس إسكتلندا 1973–74
كأس اسكتلندا 1973–74 (بالإنجليزية: 1973–74 Scottish Cup)‏ هو موسم من كأس اسكتلندا. فاز فيه نادي سلتيك.